# Wild Metal Country
Wild Metal Country é um jogo eletrônico de tiro em terceira pessoa produzido pela DMA Design e publicado pela Gremlin Interactive e Rockstar Games, foi lançado em 1999 para Microsoft Windows e em 2000 para Dreamcast com o nome de Wild, Metal, em 2004 foi relançado gratuitamente pela Rockstar Games para Microsoft Windows. O jogo pode ser jogado tanto para um jogador quanto para multijogadores, cada jogador escolhe um tanque onde tem que batalhar contra diferentes inimigos em diferentes planetas.